# Institut für Sexualwissenschaft
O Institut für Sexualwissenschaft foi um dos primeiros institutos privados de pesquisa em sexologia na Alemanha de 1919 a 1933. O nome é traduzido de várias maneiras, omeadamente Instituto para o Estudo da Sexualidade, Instituto de Pesquisa Sexual, Instituto para a Sexologia ou Instituto da Ciência da Sexualidade. O Instituto era uma fundação sem fins lucrativos situada em Tiergarten, Berlim. Foi chefiado por Magnus Hirschfeld. Desde 1897 ele dirigia o Wissenschaftlich-humanitäres Komitee ("Comitê Científico-Humanitário"), que fazia campanha em bases progressistas pelos direitos dos homossexuais e transgêneros. O Comitê publicava o periódico Jahrbuch für sexuelle Zwischenstufen. Hirschfeld construiu uma biblioteca única sobre amor e erotismo pelo mesmo sexo.
A queima de livros promovida por nazistas em Berlim incluiu os arquivos do Instituto. Depois que os nazistas ganharam o controle da Alemanha na década de 1930, o Instituto e suas bibliotecas foram destruídos como parte de um programa de censura do governo nazista por brigadas de jovens, que queimaram seus livros e documentos na rua.

## História
O primeiro Institut für Sexualwissenschaft foi fundado pelo médico e sexólogo alemão Magnus Hirschfeld e pelo seu colaborador Arthur Kronfeld, em 6 de julho de 1919 em Berlim. Em 6 de maio de 1933, no decorrer da Queima de livros (Bücherverbrennung), o prédio do instituto foi saqueado e o arquivo queimado pelos Nazistas.

### Origens e objectivos
Magnus Hirschfeld, o primeiro director do Instituto, havia desde 1897 liderado o Wissenschaftlich-humanitäres Komitee ("Comité Científico Humanitário "), que lutou com argumentos conservadores e racionais pelos direitos gay e pela tolerância. O Comité publicou durante muitos anos a revista científica Jahrbuch fur sexuelle Zwischenstufen. Hirschfeld era também um investigador; promoveu um questionário a 10.000 pessoas que estaria na base do seu livro Die Homosexualität des Mannes und des Weibes ("A Homossexualidade no Homem e na Mulher", 1914) e coligiu uma biblioteca única sobre o tema amor e erotismo homossexual.
Para além de ser uma instituição para a pesquisa científica, possuidor de um enorme arquivo documental, o Instituto incluía também departamentos de medicina, psicologia e etnologia, bem como uma consulta de aconselhamento matrimonial e sexual. O Instituto era visitado por cerca de 20.000 pessoas anualmente e proporcionava cerca de 1.800 consultas. As pessoas mais pobres eram tratadas gratuitamente. O Instituto advogava a educação sexual, a contracepção, o tratamento das doenças sexualmente transmissíveis, e foi pioneiro a nível mundial na defesa de direitos civis e aceitação para os homossexuais e transgêneros.

### Pioneiros da transsexualidade
Magnus Hirschfeld é o autor do termo transsexualismo, tendo identificado a categoria clínica que o seu colega Harry Benjamin introduziria mais tarde nos Estados Unidos. O Instituto tratava transgéneros (contando com alguns entre os seus empregados), proporcionando-lhes vários tratamentos endocrinológicos e cirúrgicos, incluindo a primeira cirurgia moderna de "mudança de sexo" nos anos 1930s. Hirschfeld colaborou também com a polícia de Berlim para prevenir a prisão de travestis por suspeita de prostituição, até que o regime Nazi o obrigou a abandonar a Alemanha.

### Época Nazi

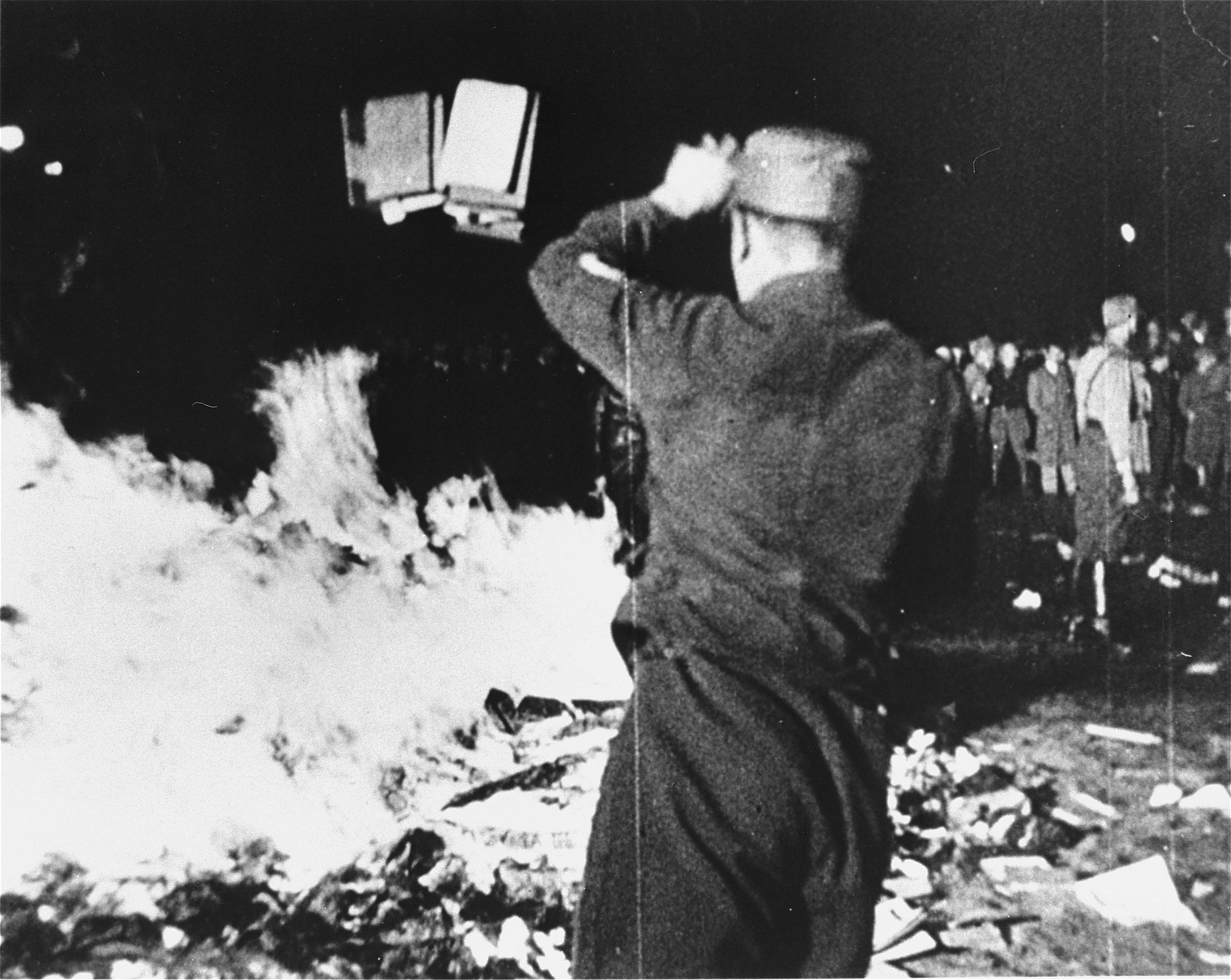
Em 10 de maio de 1933, os nazistas em Berlim queimaram obras de autores judeus, a biblioteca do Institut für Sexualwissenschaft e outras obras consideradas "não alemãs"

Em finais de Fevereiro de 1933, à medida que a influência moderadora de Ernst Röhm enfraquecia, o Partido Nazi lançou uma purga dos clubes homossexuais (gays, lésbicas e bissexuais, nessa altura conhecidos como "homófilos") de Berlim, ilegalizou as publicações de conteúdo sexual e baniu as organizações gay. Em consequência, muita gente abandonou a Alemanha (incluindo, por exemplo, Erika Mann). Em Março de 1933, o principal administrador do Instituto, Kurt Hiller, foi internado num campo de concentração.
A 6 de Maio de 1933, quando Hirschfeld dava conferências nos Estados Unidos, a Deutsche Studentenschaft organizou um ataque ao Instituto. Alguns dias depois a biblioteca e os arquivos do Instituto foram levados e publicamente queimados em Opernplatz ("Praça da Ópera", em Berlim). Cerca de 20.000 livros e revistas científicas, 5.000 fotografias e imagens, foram destruídos. Os nomes e endereços dos ficheiros do Instituto foram, também por essa altura, confiscados. Joseph Goebbels aproveitou a ocasião para, perto da fogueira, fazer um discurso político para uma multidão de 40.000 pessoas. Os líderes da Deutsche Studentenschaft proclamaram os seus Feuersprüche (decretos de fogo, "contra o espírito antialemão"), que levaram a que os livros de autores Judeus, mas também os livros antimilitaristas (como os de Erich Maria Remarque), fossem retirados das livrarias públicas e da Universidade de Humboldt para serem também queimados.
Nessa noite, e até 22 de Maio, foram organizados por toda a Alemanha e na Áustria outras queimas de livros, embora com menor dimensão, como na Konigplatz, em Munique, em Heidelberg, Frankfurt, Göttingen, Colónia, Hamburgo, Dortmund, Halle, Nuremberga, Wurzburgo, Hanover, Munster, Konigsberg, Koblenz, e Salzburgo. A Gestapo procedeu também à confiscação de outras bibliotecas públicas e privadas para as destruir fábricas de papel.
Os edifícios do Instituto foram pouco depois ocupados pelos Nazis; sofreram bombardeamentos sucessivos de forma que estavam em ruínas em 1944, tendo sido demolidos em meados dos anos 1950s. Hirschfeld ainta tentou estabelecer o seu Instituto em Paris, mas acabou por morrer antes de o conseguir, em 1935.
O activista radical Adolf Brand foi dos poucos que não abandonou o país, mantendo-se corajosamente na Alemanha por mais cinco meses, após a queima dos livros. No entanto, a persequição que lhe foi movida acabou por levá-lo de vencida e, em Novembro de 1933, foi forçado a anunciar o fim dos movimentos organizados de emancipação sexual na Alemanha. Na noite de 29 de Junho de 1934, Hitler promoveu a Noite das Facas Longas, participando pessoalmente na prisão de Ernst Röhm, o líder das SA ("camisas pardas") que lhe fazia frente e que era homossexual declarado, e que posteriormente seria assassinado conjuntamente com dezenas de outros oficiais. A esta purga seguir-se-ia o endurecimento da legislação contra a homossexualidade e a prisão de homossexuais com auxílio, ao que parece, da lista de nomes obtida no Instituto. Muitos milhares de prisioneiros acabaram em campos de concentração; outros, como John Henry Mackay, suicidaram-se.
Entre os livros queimados na Bebelplatz estava o Almansor, de Heinrich Heine, onde este sugere que "onde eles queimam livros, acabarão por queimar também pessoas."

### Pós Segunda Guerra Mundial
Os estatutos do Instituto especificavam que na eventualidade de dissolução, os activos da Fundação Dr. Magnus Hirschfeld (que era patrocinadora do Instituto desde 1924), deveriam ser doados à Universidade Humboldt de Berlim. O testamento de Hirschfeld, escrito em Paris quando estava exilado, indica que os seus bens remanescentes deveriam ser entregues aos seus alunos e herdeiros Karl Giese and Li Shiu Tong (Tao Li) para que a sua obra pudesse ter continuação. No entanto, nenhuma das duas indicações de Hirschfeld foi cumprida. Os tribunais da Alemanha Ocidental determinaram que a apropriação de propriedade pelos Nazis em 1934 tinha sido legal. Para além disso, o facto de a legislação alemão não ter sido purgada das emendas anti-homossexuais Nazis ao Parágrafo 175, tornaram impossível aos homossexuais sobreviventes reclamarem a restituição do centro cultural destruído.
Karl Giese suicidou-se em 1938, quando os Alemães invadiram a Checoslováquia e o seu herdeiro, o advodago Karl Fein, foi assassinado em 1942, durante a deportação. Li Shiu Tong viveu na Suíça e depois nos Estados Unidos, mas tanto quanto é conhecido, não promoveu a continuidade dos trabalhos de Hirschfed. Alguma informação fragmentada da livraria do Instituto foi coligida nos anos 1950s por W. Dorr Legg e ONE, Inc., nos Estados Unidos.

## Tentativas de reformulação

### Frankfurt 1973-2006
Vinculado com a Universidade de Francoforte (Frankfurt am Main), o Institut für Sexualwissenschaft existiu entre 1973 e 2006.

### Berlim desde 1996
Em 1996, o Institut für Sexualwissenschaft und Sexualmedizin abriu na Universidade Humboldt de Berlim.

## Documentários
- Rosa von Praunheim (Dir.) The Einstein of Sex (Germany, 2001).  (About Magnus Hirschfeld - English subtitled version available).